# 杨宇霆
杨宇霆（1885年8月29日—1929年1月10日），字凌阁，或作麟阁、麟葛、邻葛，奉天省法库县（今辽宁省法库县）人。北洋军阀执政时期奉系军阀重要將領，由於爭奪大權，奉系領袖張學良派高紀毅將他與常蔭槐一同秘密處決。

## 早年
楊宇霆出生於1885年农历七月二十日（公曆1885年8月29日）  （页面存档备份，存于）。清代生員，留學日本陆军士官学校第八期砲兵科毕业。歸國後在長春第二十三鎮中任哨官（排長），逐步升遷，嶄露頭角。

## 經歷
楊得到奉系領導人張作霖的信任，历任奉军参谋长（總司令张作霖、副司令徐樹錚）:170、东北陆军训练总监、东三省兵工厂总办，奉军第三军团、第四军团司令，江苏军务督办。1918年，徐树铮在天津中州会馆的驻津奉军司令部槍杀直系陆建章后，张作霖与徐樹錚不和，张作霖对杨宇霆亲近徐樹錚大表不满，因此杨宇霆借病为由，9月27日辞去奉军参谋长。1921年春，在第一次直奉戰爭爆發前，張作霖迫於人才缺乏，盡釋前嫌，將楊宇霆召回奉天。楊宇霆回到奉天後，被任命為巡、軍兩署總參議，負責贊劃軍務。
1922年4月，楊宇霆被張作霖任命為鎮威軍總參謀長。第一次直奉戰爭失敗後，楊宇霆被任命為東三省保安司令部總參議，負責整頓軍事，使奉軍的戰鬥力大為提高。
1924年9月，爆發第二次直奉戰爭。奉軍在打敗直系軍閥吳佩孚後，占據直隸，又南下據有江蘇、安徽兩省。楊宇霆被任命為江蘇軍務督辦，進入南京。不久，奉軍遭到浙江軍務督辦孫傳芳和江蘇陳調元等的武裝襲擊，敗回山東。楊宇霆回到奉天，繼續任總參議兼東三省兵工廠督辦。
1925年10月，張作霖之子張學良的恩師、曾任奉天講武堂的教官郭松龄起兵反奉，郭素遭杨宇霆排擠，亦為郭兵諫之因，郭隨即被奉軍處死，杨宇霆甚喜，張學良從此深恨杨宇霆。
1928年6月，大元帥張作霖在皇姑屯事件被刺殺后，楊自命為老臣，時常對少主張學良不稱軍銜，直呼名諱，不假辭色，動輒譏諷，諸將深以為不敬。9月，杨两次与屯兵天津和唐山一带的白崇禧在冀东会晤，谣传杨宇霆将协助白崇禧對抗蒋介石，白崇禧帮助杨宇霆取代张学良，还有联交日本的说法。12月29日東北易幟典禮當天，不給張學良面子，拒不參加集體留影，又甚至隱匿公事自行批閱，張學良隱忍不發，但已認定楊欲夺取东北军政大权。
1929年1月10日，杨宇霆与前张作霖顾问日本人町野武馬谈及东北铁路问题，并向張學良提出成立東北鐵路督辦公署，並派黑龍江省政府主席常蔭槐為督辦，其態度令張學良感到不爽。張學良託言「晚飯再談」，卻密令警務處長高紀毅、副官譚海把楊宇霆與常蔭槐處決。晚上杨宇霆與常蔭槐被高紀毅、譚海率等親信八人枪殺於元帥府“老虎廳”。
张学良處死杨、常之後，並無意株連其族，更贈兩人家屬各一萬大洋的天價奠儀，并亲筆寫信給時在德国留學的杨宇霆長子杨春元，以示安慰。張學良也親題輓聯與杨家：「讵同西蜀偏安，总为幼常挥痛泪；凄绝东山零雨，终怜管叔误流言。」